# Place de la Calende
La place de la Calende est une voie publique de la commune française de Rouen.

## Situation et accès
Cette place est située sur la rive droite de la Seine. Une station de vélo libre service Lovélo y est présente.

## Origine du nom
L'origine du nom serait due aux réunions ecclésiastiques qui avaient lieu au moment des Calendes, et qui se tenaient dans une maison sur la place.

## Historique
Les maisons autour de la place sont détruites dans l'incendie du quartier au moment de la prise de la ville par l'armée allemande le 9 juin 1940. 
La place est réaménagée en 2019.

## Bâtiments remarquables et lieux de mémoire
- Cathédrale Notre-Dame de Rouen